# Discophora aristidesi
Discophora aristidesi är en fjärilsart som beskrevs av Fabricius 1793. Discophora aristidesi ingår i släktet Discophora och familjen praktfjärilar. Inga underarter finns listade i Catalogue of Life.